# Gerson Martínez
Gerson Sebastián Martínez Arredondo (El Melón, 10 gennaio 1989) è un calciatore cileno, Attaccante dell Deportes Colina.

## Caratteristiche tecniche
È un Attaccante.